# Sadiria boweri
Sadiria boweri är en viveväxtart som beskrevs av Stephen Troyte Dunn. Sadiria boweri ingår i släktet Sadiria och familjen viveväxter. Inga underarter finns listade i Catalogue of Life.